# Bythocaris curvirostris
Bythocaris curvirostris is een garnalensoort uit de familie van de Hippolytidae. De wetenschappelijke naam van de soort is voor het eerst geldig gepubliceerd in 1957 door Kobjakova.